# Ebsdorfergrund
Ebsdorfergrund är en kommun i Landkreis Marburg-Biedenkopf i Regierungsbezirk Gießen i förbundslandet Hessen i Tyskland. Kommunen bildades 31 december 1971 genom en sammanslagning av de tidigare kommunerna Dreihausen och Heskem. Ebsdorfergrund, Beltershausen, Ebsdorf, Hachborn, Ilschhausen, Leidenhofen och Rauischholzhausen gick 1 juli 1974 samman i storkommunen Ebsdorfergrund.